# Società Infrastrutture Milano Cortina 2020–2026
La Società Infrastrutture Milano Cortina 2020–2026 S.p.A., abbreviata con l'acronimo SIMICO, è un'azienda pubblica italiana di ingegneria, costituita tramite società in house, per attuare tutte le attività di realizzazione delle opere inserite nel "Piano delle opere olimpiche", finalizzate allo svolgimento dei XXV Giochi olimpici invernali e dei XIV Giochi paralimpici invernali di Milano e Cortina d'Ampezzo del 2026.

## Storia
È stata costituita con atto del 22 novembre 2021, e avente sede a Roma, in attuazione ai contenuti del Decreto Legge n. 16 dell'11 marzo 2020 e della legge n. 156 del 9 novembre 2021. Il compito della società è di svolgere tutte le attività di realizzazione, quale centrale di committenza e stazione appaltante, anche stipulando convenzioni con altre amministrazioni aggiudicatrici, delle opere nel rispetto delle disposizioni del Decreto Legge dell'11 Marzo 2020.
Il "Piano delle opere olimpiche", approvato con DPCM dell'8 settembre 2023, era costituito inizialmente da 100 opere da realizzarsi in Lombardia, Veneto e Trentino-Alto Adige (regioni sedi dei Giochi), delle quali 30 impianti sportivi necessari allo svolgimento dei Giochi e 70 infrastrutture che sarebbero rimaste a servizio delle varie località.

## Azionisti
- Ministero dell'economia e delle finanze (30%);[2]
- Ministero delle infrastrutture e dei trasporti (30%);[2]
- Regione Lombardia (10%);[2]
- Regione Veneto (10%);[2]
- Provincia autonoma di Bolzano (5%);[2]
- Provincia autonoma di Trento (5%).[2]

## Opere
Le principali opere infrastrutturali inserite nel "Piano delle opere olimpiche" e propedeutiche allo svolgimento dei Giochi sono invece le seguenti: sette nuovi impianti di innevamento a Rasun-Anterselva (compreso bacino artificiale), Predazzo, Livigno, Bormioe Tesero; nuove circonvallazioni/varianti stradali (a Dobbiaco, Perca, Longarone, Cortina d'Ampezzo, Sondrio, Trescore Balneario, Entratico e Vercurago); nuovi collegamenti/riqualificazioni stradali (Val Badia-Cortina d'Ampezzo, Busto Arsizio-Gallarate-Cardano); interconnessioni e adeguamenti di strade provinciali; potenziamento di svincoli stradali (Dervio, Sassella, Piona); soppressione di vari passaggi a livello stradali; lavori a gallerie stradali (consolidamento della galleria "Monte Piazzo", nuove gallerie al Passo del Tonale e a Ponte di Legno); nuovi parcheggi ad Assago e Livigno; miglioramenti alle stazioni ferroviarie di Trento, Longarone, Belluno e Feltre; collegamento ferroviario dell'aeroporto di Milano Malpensa alla rete ferroviaria nazionale.